# Vaux-sur-Poligny
Vaux-sur-Poligny è un comune delegato e frazione del comune di Poligny, situato nel dipartimento del Giura nella regione della Borgogna-Franca Contea. In precedenza comune autonomo, il 1º gennaio 2025 è stato assorbito nel comune di Poligny.

## Società

### Evoluzione demografica
Abitanti censiti